# Paratomapoderus usambicus
Paratomapoderus usambicus là một loài bọ cánh cứng trong họ Attelabidae. Loài này được Kolbe miêu tả khoa học năm 1898.